# Neuchâtel Université Club Volleyball
O Neuchâtel Université Club Volleyball é um clube de voleibol da cidade de Neuchâtel-Suíça fundando em 1961, e conquistou na temporada 2018-19 seu primeiro título do Campeonato Suíço

## Histórico
Em 1961 foi fundado o "Neuchâtel-Sports" e em 1989 ocorreu a fusão com o clube universitário se tornando "Neuchâtel Université Club Volleyball". Em 1973 disputou a Liga A , voltando a competir nos anos de 1980,1989 e 2009, o primeiro pódio na elite nacional ocorreu na temporada 1976 (antigo campeonato) e na nova nomenclatura em 2009-10 ambos com o terceiro lugar alcançando a qualificação a Copa CEV 2010-11, eliminado nas quartas de final, voltando ao pódio na jornada esportiva de 2010-11 com vice-campeonato nacional, após renunciar a participação disputou a  Liga B com a segunda equipe (time B), chegou a quatro finais da Copa da Suíça em 1977, 1980, 2010 e 2011, tem em seu histórico os títulos do campeonato universitário suíço nos anos de 2004, 2006, 2007, 2008 e 2009.
O clube oferece de 2 a 4 sessões de treinamento por semana aos juniores, sob a direção de instrutores reconhecidos e qualificados. Ao aprender a técnica e a vontade de avançar em direção ao desempenho, o jogo limpo e o respeito pelos outros permanecem como objetivos prioritários como a competição. Muito rapidamente os juniores foram integrados nas ligas seniores.
Em 2018-19, a equipe conquistou o primeiro troféu de sua história, a Supercopa da Suíça , seguida na mesma temporada pela conquista da Copa da Suíça e título da Liga A Suíça, e bicampeonato da Supercopa também na temporada seguinte.

## Títulos

### Nacionais
- Campeonato Universitário: 5
- Campeão:2003-04, 2005-06, 2006-07, 2007-08 e 2008-09

- Liga A Suíça: 1
- Campeão:2018-19
- Vice-campeão:2010-11 e 2011-12
- Terceiro lugar:1976

- Copa da Suíça: 1
- Campeão:2018-19
- Vice-campeão:1977, 1980, 2009-10, 2010-11, 2013-14 e 2017-18

- Supercopa da Suíça:2
- Campeão:2018 e 2019

### Competições Internacionais
CEV Champions League: 0
 Copa CEV: 0
 Challenge Cup : 0